# ويست كولومبيا
ويست كولومبيا (كارولاينا الجنوبية) (بالإنجليزية: West Columbia, South Carolina)‏ هي مدينة تقع في الولايات المتحدة في مقاطعة ليكسينغتون (كارولاينا الجنوبية).  يقدر عدد سكانها بـ 14,988 نسمة ومساحتها 16.3 كم2  وترتفع عن سطح البحر 87 متر.

## التركيبة السكانية
حدّد مكتب تعداد الولايات المتحدة بيانات التركيبة السكانية لويست كولومبيا في تعداد الولايات المتحدة. في ما يلي، التركيبة السكانية حسب تعدادي 2000 و2010.

### تعداد عام 2000
بلغ عدد سكان ويست كولومبيا 13,064 نسمة بحسب تعداد عام 2000، وبلغ عدد الأسر 5,968 أسرة وعدد العائلات 3,302 عائلة مقيمة في المدينة. في حين سجلت الكثافة السكانية 550.5 نسمة لكل كيلومتر مربع (1,425.8/ميل2). وبلغ عدد الوحدات السكنية 6,436 وحدة بمتوسط كثافة قدره 271.2 لكل كيلومتر مربع (702.4/ميل2).
وتوزع التركيب العرقي للمدينة بنسبة 74.54% من البيض و19.81% من الأمريكيين الأفارقة و0.28% من الأمريكيين الأصليين و1.71% من الأمريكيين ذوي الأصول الآسيوية و0.02% من سكان جزر المحيط الهادئ و2.04% من الأعراق الأخرى و1.61% من عرقين مختلطين أو أكثر و4.66% من الهسبانيون أو اللاتينيون من أي عرق.
بلغ عدد الأسر 5,968 أسرة كانت نسبة 24.8% منها لديها أطفال تحت سن الثامنة عشر تعيش معهم، وبلغت نسبة الأزواج القاطنين مع بعضهم البعض 37.5% من أصل المجموع الكلي للأسر، ونسبة 14.3% من الأسر كان لديها معيلات من الإناث دون وجود شريك،  بينما كانت نسبة 3.5% من الأسر لديها معيلون من الذكور دون وجود شريكة وكانت نسبة 44.7% من غير العائلات. تألفت نسبة 36.1% من أصل جميع الأسر من عدة أفراد يعيشون في نفس المنزل ونسبة 13% كانت تتألف من شخص يعيش بمفرده يبلغ من العمر 65 عاماً أو أكثر. وبلغ متوسط حجم الأسرة المعيشية 2.13، أما متوسط حجم العائلات فبلغ 2.76.
بلغ العمر الوسطي للسكان 38.7 عاماً. وكانت نسبة 18.8% من القاطنين تحت سن الثامنة عشر، وكانت نسبة 10.1% بين الثامنة عشر والرابعة والعشرين عاماً، ونسبة 29.8% كانت واقعةً في الفئة العمرية ما بين الخامسة والعشرين والرابعة والأربعين عاماً، ونسبة 21.9% كانت ما بين الخامسة والأربعين والرابعة والستين، ونسبة 16.9% كانت ضمن فئة الخامسة والستين عاماً فما فوق. يوجد لكل 100 أنثى 89.8 ذكر، ويوجد لكل 100 أنثى في الثامنة عشر من عمرها فما فوق 87.5 ذكر.
بلغ متوسط دخل الأسرة في المدينة 30,999 دولارًا، أما متوسط دخل العائلة فبلغ 40,253 دولارًا. وكان متوسط دخل الذكور 30,033 دولارًا مقابل 24,637 دولارًا للإناث. وسجل دخل الفرد الخاص بالمدينة 18,135 دولارًا. وكانت نسبة 12.8% من العائلات ونسبة 16.8% من السكان تحت خط الفقر، وكان من هؤلاء نسبة 24.8% تحت سن الثامنة عشر ونسبة 11.4% في الخامسة والستين من العمر وما فوق.

### تعداد عام 2010
بلغ عدد سكان ويست كولومبيا 14,988 نسمة بحسب تعداد عام 2010، وبلغ عدد الأسر 6,645 أسرة وعدد العائلات 3,498 عائلة مقيمة في المدينة. في حين سجلت الكثافة السكانية 631.6 نسمة لكل كيلومتر مربع (1,635.8/ميل2). وبلغ عدد الوحدات السكنية 7,665 وحدة بمتوسط كثافة قدره 323 لكل كيلومتر مربع (836.6/ميل2).
وتوزع التركيب العرقي للمدينة بنسبة 67.96% من البيض و18.47% من الأمريكيين الأفارقة و0.79% من الأمريكيين الأصليين و1.81% من الأمريكيين ذوي الأصول الآسيوية و0.02% من سكان جزر المحيط الهادئ و8.61% من الأعراق الأخرى و2.34% من عرقين مختلطين أو أكثر و14.50% من الهسبانيون أو اللاتينيون من أي عرق.
بلغ عدد الأسر 6,645 أسرة كانت نسبة 23.4% منها لديها أطفال تحت سن الثامنة عشر تعيش معهم، وبلغت نسبة الأزواج القاطنين مع بعضهم البعض 33.7% من أصل المجموع الكلي للأسر، ونسبة 13.6% من الأسر كان لديها معيلات من الإناث دون وجود شريك،  بينما كانت نسبة 5.4% من الأسر لديها معيلون من الذكور دون وجود شريكة وكانت نسبة 47.4% من غير العائلات. تألفت نسبة 36.3% من أصل جميع الأسر من عدة أفراد يعيشون في نفس المنزل ونسبة 13.6% كانت تتألف من شخص يعيش بمفرده يبلغ من العمر 65 عاماً أو أكثر. وبلغ متوسط حجم الأسرة المعيشية 2.23، أما متوسط حجم العائلات فبلغ 2.88.
بلغ العمر الوسطي للسكان 37.4 عاماً. وكانت نسبة 18.5% من القاطنين تحت سن الثامنة عشر، وكانت نسبة 12.6% بين الثامنة عشر والرابعة والعشرين عاماً، ونسبة 28.1% كانت واقعةً في الفئة العمرية ما بين الخامسة والعشرين والرابعة والأربعين عاماً، ونسبة 24.5% كانت ما بين الخامسة والأربعين والرابعة والستين، ونسبة 16.3% كانت ضمن فئة الخامسة والستين عاماً فما فوق. وتوزع التركيب الجنسي للسكان بنسبة 48.9% ذكور و51.1% إناث.

## أعلام
- داكوتا دوزير
- غورغيانا غودارد كينغ
- ألان ويلسون